# Kantine

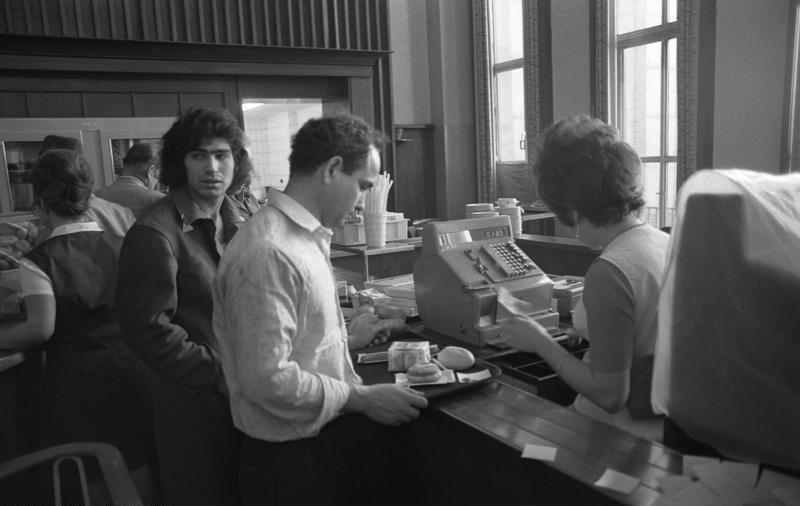
Kantine van de Volkswagenfabriek (1972)

Een kantine of bedrijfsrestaurant is een eetgelegenheid in bedrijven, scholen, sportverenigingen en andere instanties met veel medewerkers. De bedrijfsvoering wordt veelal uitbesteed.

## Consumpties
De prijzen van de consumpties in een kantine zijn meestal lager dan in andere eetgelegenheden, omdat ze door de organisatie zijn geregeld en er geen winstoogmerk is, of omdat het bedrijf of de instelling meebetaalt aan de exploitatie.

## Zitplaatsen
Een vuistregel voor het bepalen van het aantal zitplaatsen in een kantine in Nederland luidt als volgt:
- 20% is niet aanwezig, en van de aanwezige medewerkers gaat 80% lunchen, oftewel 64% van de populatie maakt gebruik van het restaurant;
- Ongeveer 30% komt om 12.00 uur;
- 40% komt om 12.30 uur;
- 30% komt gespreid.

De piek ligt duidelijk tussen 12.00 en 13.00 uur. Aan de hand van deze vuistregel is te berekenen hoeveel zitplaatsen er nodig zullen zijn. Deze vuistregel is tot stand gekomen aan de hand van ervaringscijfers.
Voorbeeld: 400–450 medewerkers betekent dat er 140 zitplaatsen nodig zullen zijn.